# ASW型
ASW型（ASWがた）は、スピーカーの一形式（エンクロージャーの一形式）である。ケルトン方式、チューニングダクト方式ともいう。
市販スピーカーシステムのエンクロージャーは、スピーカーユニット後方を密閉した箱で囲い、後方に出る逆相の音を遮断する密閉型と、スピーカーユニット後方を共鳴口を開けた箱で囲いヘルムホルツ共鳴器とし、後方に出る逆相の音を利用して低音を増強するバスレフ型の2方式が主流である。いずれの方式でもスピーカーユニット前面から出る音はそのまま放射される。
バスレフ型で共鳴口から放射される音は、共鳴周波数以上ではスピーカーユニット前面から放射される音と同相だが、共鳴周波数以下では逆相となり打ち消し合うため、特定の周波数以下で急激に低域が減衰する。
ASW型はバスレフ型の前方にあたる側も箱で囲ったもので（実際のスピーカーユニットの向きはどちらでもよい）、やはり密閉された箱で囲う方式とヘルムホルツ共鳴器とする方式とがあるが、どちらもASW型と呼ばれる。いずれもバスレフ型ではスピーカーユニット前面から放射されていた高域が遮断されるので、共鳴周波数付近のみの再生となり、サブウーファーとして用いられることが多い。高調波歪も遮断されるので低歪となる。
バスレフ型の前方に当たる側を密閉された箱で囲う方式では、バスレフ型で発生する打ち消しが起きないため低域の急激な減衰がなく、共鳴周波数を中心としてなだらかに下降する特性となる。
バスレフ型の前方に当たる側もヘルムホルツ共鳴器とする方式では、前後の共鳴周波数が同じだと共鳴音同士が逆相となり打ち消し合うため、共鳴周波数はずらす必要がある。低い方の共鳴周波数以下と高い方の共鳴周波数以上が急激に減衰するが、その間の帯域を平坦に再生できる。